# Dominic Moore
Dominic Michael Moore (* 3. August 1980 in Thornhill, Ontario) ist ein ehemaliger kanadischer Eishockeyspieler, der im Verlauf seiner aktiven Karriere zwischen 1999 und 2019 unter anderem 998 Spiele für die New York Rangers, Pittsburgh Penguins, Minnesota Wild, Toronto Maple Leafs, Buffalo Sabres, Florida Panthers, Canadiens de Montréal, Tampa Bay Lightning, San Jose Sharks und Boston Bruins in der National Hockey League (NHL) auf der Position des Centers bestritten hat. Moore erhielt im Jahr 2014 die Bill Masterton Memorial Trophy. Sein älterer Bruder Steve war ebenfalls professioneller Eishockeyspieler.

## Karriere
Moore spielte während seiner Collegezeit für das Team der Harvard University in der ECAC Hockey, einer Liga im Spielbetrieb der National Collegiate Athletic Association, bevor er beim NHL Entry Draft 2000 als insgesamt 95. in der dritten Runde von den New York Rangers ausgewählt wurde.

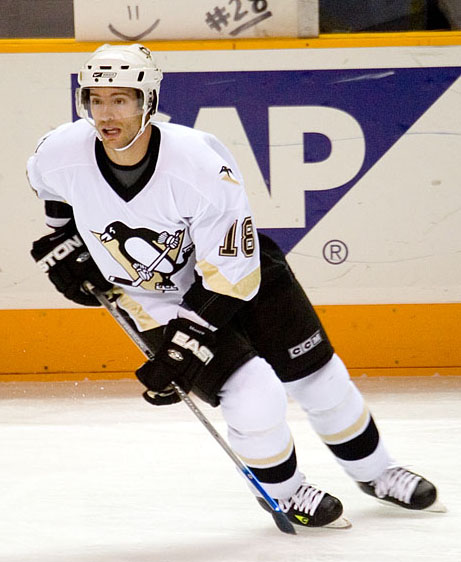
Moore im Trikot der Pittsburgh Penguins (2006)

Nach dem Ende seiner Studienzeit wechselte der Center schließlich in die Organisation der Rangers, wo er zunächst beim Farmteam Hartford Wolf Pack in der American Hockey League eingesetzt wurde. Bereits bei seinem NHL-Debüt für die New York Rangers am 1. November 2003 gegen die Canadiens de Montréal erzielte Moore drei Assists, womit er nach George Allen erst der zweite Ranger war, der in seinem ersten Spiel in der höchsten nordamerikanischen Profiliga drei Scorerpunkte erzielen konnte. Allen hatte dieses Kunststück 1938 geschafft. Dennoch verbrachte Dominic Moore die meiste Zeit beim Hartford Wolf Pack, für die er auch während des NHL-Lockouts in der Saison 2004/05 auf dem Eis stand.
Nach dem Lockout gehörte der Kanadier zum Stammkader der NY Rangers, die ihn jedoch im Juli 2006 im Tausch für Adam Hall zu den Pittsburgh Penguins transferierten. Noch während der Spielzeit gaben diese ihn allerdings für ein Drittrunden-Wahlrecht an die Minnesota Wild weiter. Am 11. Januar 2008 wurde Moore schließlich über den Waiver von den Toronto Maple Leafs verpflichtet, bei denen er allerdings nur ein Jahr unter Vertrag stand. Während der Saison 2008/09, im März 2009, wurde er für ein Zweitrunden-Wahlrecht im NHL Entry Draft 2009 an die Buffalo Sabres abgegeben. Dort beendete er die Spielzeit, allerdings verlängerten die Sabres seinen Vertrag nicht. Kurz vor Beginn der Spielzeit 2009/10 nahmen schließlich die Florida Panthers den Stürmer unter Vertrag. Da er die in ihn gesetzten Erwartungen nicht erfüllen konnte, transferierten sie ihn Mitte Februar 2010 für ein Zweitrunden-Wahlrecht im NHL Entry Draft 2011 zu den Canadiens de Montréal.
Ab Juli 2010 stand er bei den Tampa Bay Lightning unter Vertrag. Bei den Lightning spielte der Mittelstürmer erstmals nach vier Spielzeiten wieder eine Saison bei einem Team durch. Mit seinem Team schaffte er den Einzug in das Finale der Eastern Conference und schied dort gegen die Boston Bruins aus. Am 16. Februar 2012 transferierten ihn die Bolts gemeinsam mit einem Siebtrunden-Wahlrecht im NHL Entry Draft 2012 im Austausch für ein Zweitrunden-Wahlrecht im selben Draft zu den San Jose Sharks.
Die Saison 2012/13 spielte er nicht, da seine Ehefrau Katie vor Saisonbeginn an Leberkrebs erkrankt war und daran am 7. Januar 2013 verstarb. Im Juli 2013 unterzeichnete er einen Einjahresvertrag bei den New York Rangers, mit denen er in der Saison 2013/14 das Stanley-Cup-Finale erreichte und dort an den Los Angeles Kings scheiterte. Nach der Saison wurde ihm die Bill Masterton Memorial Trophy verliehen; man ehrte damit seinen Einsatz für seine erkrankte Frau sowie die Gründung einer Stiftung für Krebspatienten nach ihrem Tod. Zudem verlängerten die Rangers den Vertrag ihrer einstigen Draftwahl um zwei Jahre bis zum Ende der Saison 2015/16. Anschließend wechselte Moore für ein Jahr zu den Boston Bruins, ehe er im Juli 2017 zu den Toronto Maple Leafs zurückkehrte, für die er bereits in der Saison 2008/09 aufgelaufen war. Nach der Saison 2017/18 wurde sein auslaufender Vertrag in Toronto nicht verlängert.
Anschließend nahm Moore mit dem Team Canada am Spengler Cup 2018 teil, bevor er im Januar 2019 in den ZSC Lions aus der Schweizer National League einen neuen Arbeitgeber fand und für die Lions elf Spiele absolvierte. Anschließend beendete der 38-jährige Kanadier seine aktive Karriere.

## Erfolge und Auszeichnungen
| - 2000 ECAC All-Rookie Team - 2001 ECAC Second All-Star Team - 2002 Whitelaw-Cup-Gewinn mit der Harvard University | - 2003 ECAC First All-Star Team - 2003 NCAA East First All-American Team - 2014 Bill Masterton Memorial Trophy |

## Karrierestatistik
(Legende zur Spielerstatistik: Sp oder GP = absolvierte Spiele; T oder G = erzielte Tore; V oder A = erzielte Assists; Pkt oder Pts = erzielte Scorerpunkte; SM oder PIM = erhaltene Strafminuten; +/− = Plus/Minus-Bilanz; PP = erzielte Überzahltore; SH = erzielte Unterzahltore; GW = erzielte Siegtore; 1 Play-downs/Relegation; Kursiv: Statistik nicht vollständig)